# Силкина, Ольга Владимировна
О́льга Влади́мировна Си́лкина (бел. Вольга Уладзіміраўна Сілкіна; род. 27 мая 1995 год) — спортсменка из Белоруссии. Заслуженный мастер спорта Республики Беларусь (2020). Чемпионка в индивидуальном зачёте по современному пятиборью. Имеет именную лицензию на Олимпийские игры в Токио-2020.
Завоевала 2 золота на Чемпионате Мира по современному пятиборью в Будапеште, Венгрия.

## Биография
Родилась 27 мая 1995 года в Гомеле. Окончила факультет физической культуры Гомельского государственного университета имени Франциска Скорины (2016). Окончила магистратуру.

## Карьера
Обладательница двух золотых, одной серебряной и одной бронзовой медалей Чемпионатов Европы по современному пятиборью. А также трёх золотых и одной бронзовой медалей Чемпионатов мира по современному пятиборью.
Получила право представлять Беларусь на Летних Олимпийских играх 2020 года.
О. В. Силкина завоевала золото на Кубке Беларуси по современному пятиборью в Гомеле (2024).

## Награды и звания
- Заслуженный мастер спорта Республики Беларусь (2020).
- Золото на Кубке Беларуси по современному пятиборью в Гомеле (2024)[1].